# David Hogan
David Hogan (ur. 7 maja 1988 w Irlandii) – irlandzki snookerzysta.

## Kariera
Po raz pierwszy do Main Touru dostał się w  sezonie 2009/10, wygrywając w 2009 roku Mistrzostwa Europy EBSA, ale także w tym sezonie z profesjonalnym graniem się pożegnał. Do Main Touru powrócił w sezonie 2011/2012 poprzez nominację ze swojego rodzimego kraju.